# 塔玛拉·弗罗洛娃
塔玛拉·伊万诺芙娜·弗罗洛娃（羅馬化：Tamara Ivanovna Frolova；1959年11月2日—）是来自统一俄罗斯党的俄罗斯政治人物，国家杜马议员。

## 政治生涯
她于2016年当选为国家杜马议员，并于2021年再次当选。她的名字出现在巴拿马文件中。

### 制裁
弗罗洛娃于2022年因俄乌战争而受到英国政府和美国财政部制裁。